# Morkůvky
Morkůvky (německy Morkuwek) jsou obec v okrese Břeclav v Jihomoravském kraji. Žije zde 516 obyvatel. Obec je součástí Mikroregionu Hustopečsko a Velkopavlovické vinařské podoblasti.

## Název
Název se vyvíjel od varianty Morkowicz (1356), Morkuowky (1544, 1560, 1570), Morkuwky (1595, 1609, 1673, 1718), Morkuwek (1720), Morkuwky (1751), Morkuwek a Morkuwky (1846), Morkuwek a Morkůvky až k variantě Morkůvky v letech 1881 a 1924. Místní jméno je zdrobnělinou názvu Morkovice, které je odvozeno z osobního jména Morek či nějakého cizího osobního jména (Moritz) a znamenalo ves lidí Morkových.

## Historie
První písemná zmínka o Morkůvkách (tehdy Morkovice) pochází z roku 1356. Byly opakovaně připomínány v různých dokumentech z 15. a 16. století. V roce 1519 získalo obec město Brno, v roce 1551 byly Morkůvky prodány Petrovi z Lipé (panství Hodonín). V 17. století vesnice zpustla po vpádu Turků, Maďarů a Švédů, obyvatele postihla bída a epidemie cholery. Obyvatelstvo bylo v 17. století zcela evangelické, v 19. století ze 2/3 evangelické. Od počátku 19. století zde byly dvě školy, katolická a evangelická, které byly sloučeny v roce 1871. Od roku 1850 se volilo zastupitelstvo. V roce 1866 měli v obci ležení Prusové. Spolek Palacký, který rozvíjel společenský život, byl založen roku 1898. Po druhé světové válce zde byl zajatecký tábor pro 1300 německých vojáků. V roce 1952 vzniklo JZD. Kino bylo otevřeno roku 1960, prodejna Jednoty a restaurace v roce 1963. Po roce 1990 vznikl stacionář pro postižené děti Betlém. V roce 1999 byl otevřen nový kulturní dům namísto sokolovny, která vyhořela roku 1994.

## Současnost
Každý rok se konají v Morkůvkách hody. V roce 2017 došlo k výměně celého asfaltu a podloží právě v místech tanečního placu. Hody jsou nejoblíbenější akce zdejších obyvatel, přijíždí tam stovky lidí z okolních vesnic nebo i ze zahraničí.

## Obyvatelstvo
Podle sčítání 1930 zde žilo v 214 domech 782 obyvatel, z nichž se 776 hlásilo k československé národnosti. Žilo zde 245 římských katolíků, 522 evangelíků, 3 příslušníci Církve československé husitské a 3 židé.

### Struktura
Vývoj počtu obyvatel za celou obec i za jeho jednotlivé části uvádí tabulka níže, ve které se zobrazuje i příslušnost jednotlivých částí k obci či následné odtržení.
| Místní části   | Místní části  | 1869 | 1880 | 1890 | 1900 | 1910 | 1921 | 1930 | 1950 | 1961 | 1970 | 1980 | 1991 | 2001 | 2011 | 2021 |
| -------------- | ------------- | ---- | ---- | ---- | ---- | ---- | ---- | ---- | ---- | ---- | ---- | ---- | ---- | ---- | ---- | ---- |
| Počet obyvatel | část Morkůvky | 634  | 660  | 731  | 803  | 766  | 811  | 782  | 609  | 646  | 568  | 484  | 436  | 458  | 432  | 473  |
| Počet domů     | část Morkůvky | 150  | 156  | 160  | 169  | 182  | 191  | 214  | 218  | 203  | 192  | 159  | 183  | 219  | 216  | 220  |

## Obecní správa a politika

### Obecní symboly
Znak a vlajka byly obci uděleny rozhodnutím předsedy Poslanecké sněmovny Parlamentu České republiky dne 14. ledna 2000.

### Politika
V letech 2006–2010 byl starostou obce František Juras, od voleb 2010 tuto funkci zastával Ing. Jaroslav Kališ. Od 22. prosince 2011 je starostkou obce Brigita Petrášová, místostarostou Mgr. Luděk Páleník. Oba byli ve funkcích potvrzeni na ustavujícím zasedání zastupitelstva v listopadu 2014. Po komunálních volbách v roce 2018 byla starostkou opět zvolena Brigita Petrášová, místostarostou Ing. Aleš Trlica.

## Pamětihodnosti
- zvonice z 18. stol. – vstupní brána na hřbitov
- trojboká boží muka
- muzeum genpor. Františka Peřiny – v budově bývalé MŠ, č. p. 224

## Osobnosti
- František Peřina (1911–2006), československý letec, letecké eso a pilot 312. stíhací perutě RAF ve druhé světové válce. V obci se nachází jeho muzeum a je pohřben na místním hřbitově.

## Galerie

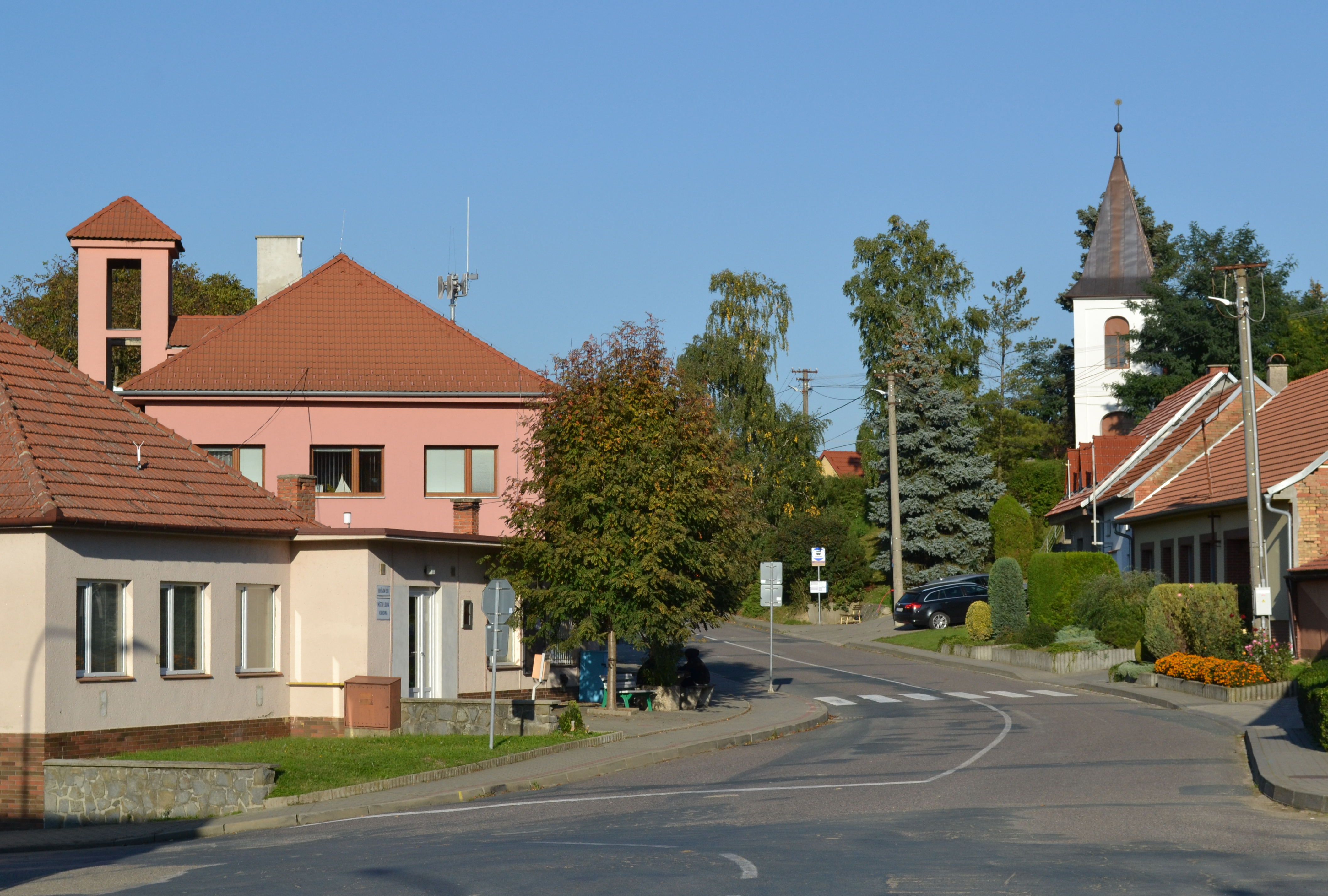
obecní úřad a zvonice
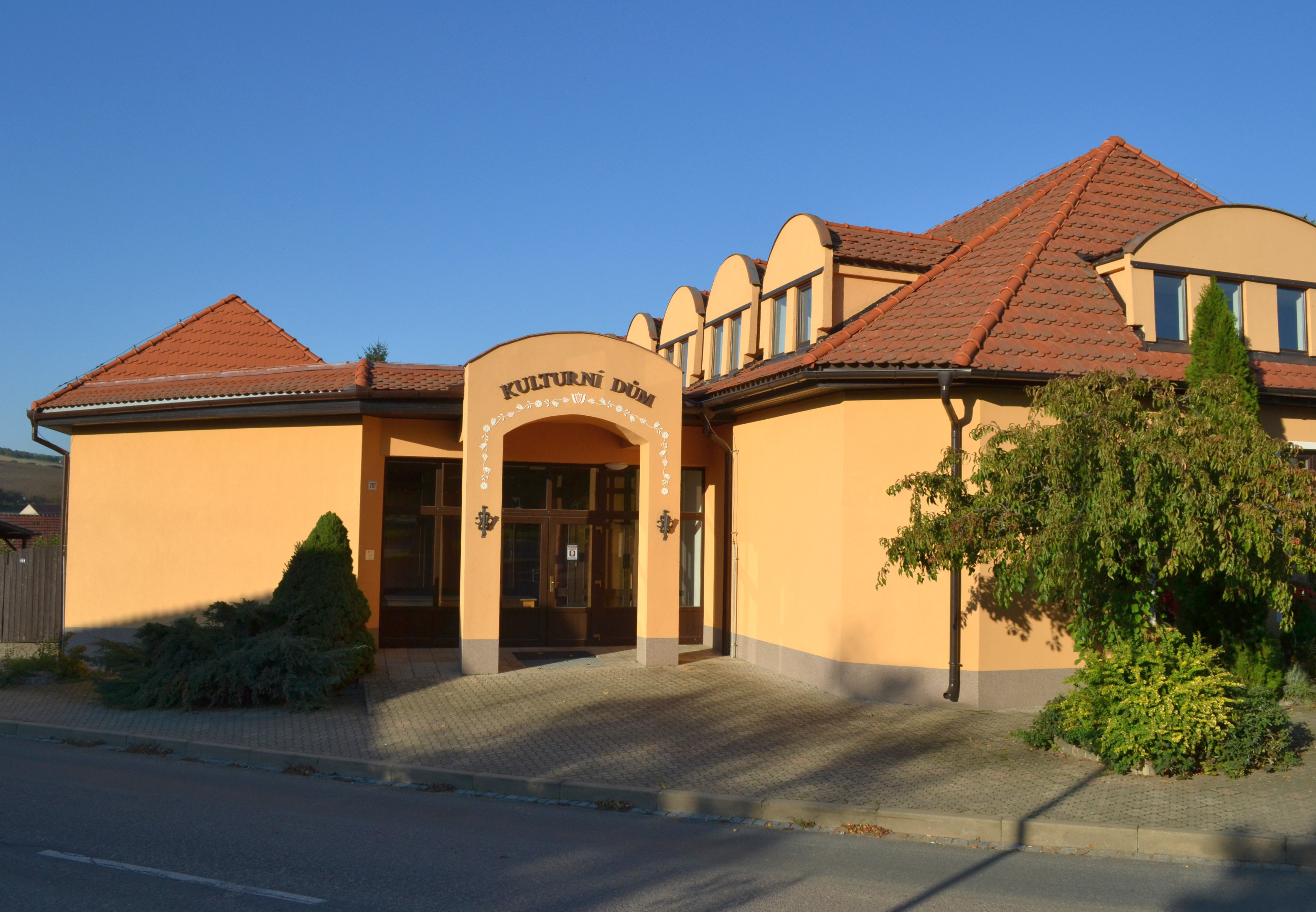
kulturní dům
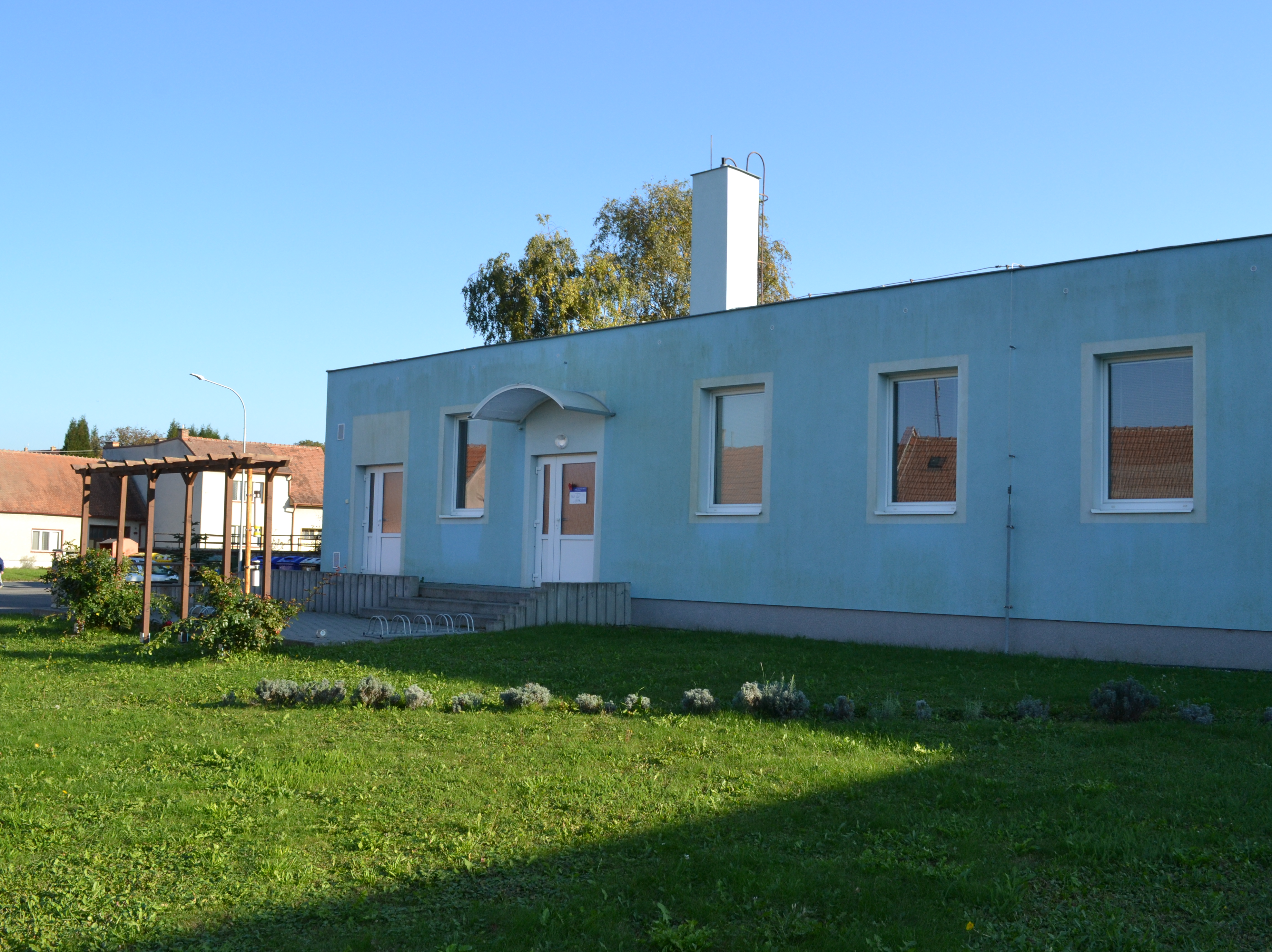
muzeum gen. Františka Peřiny
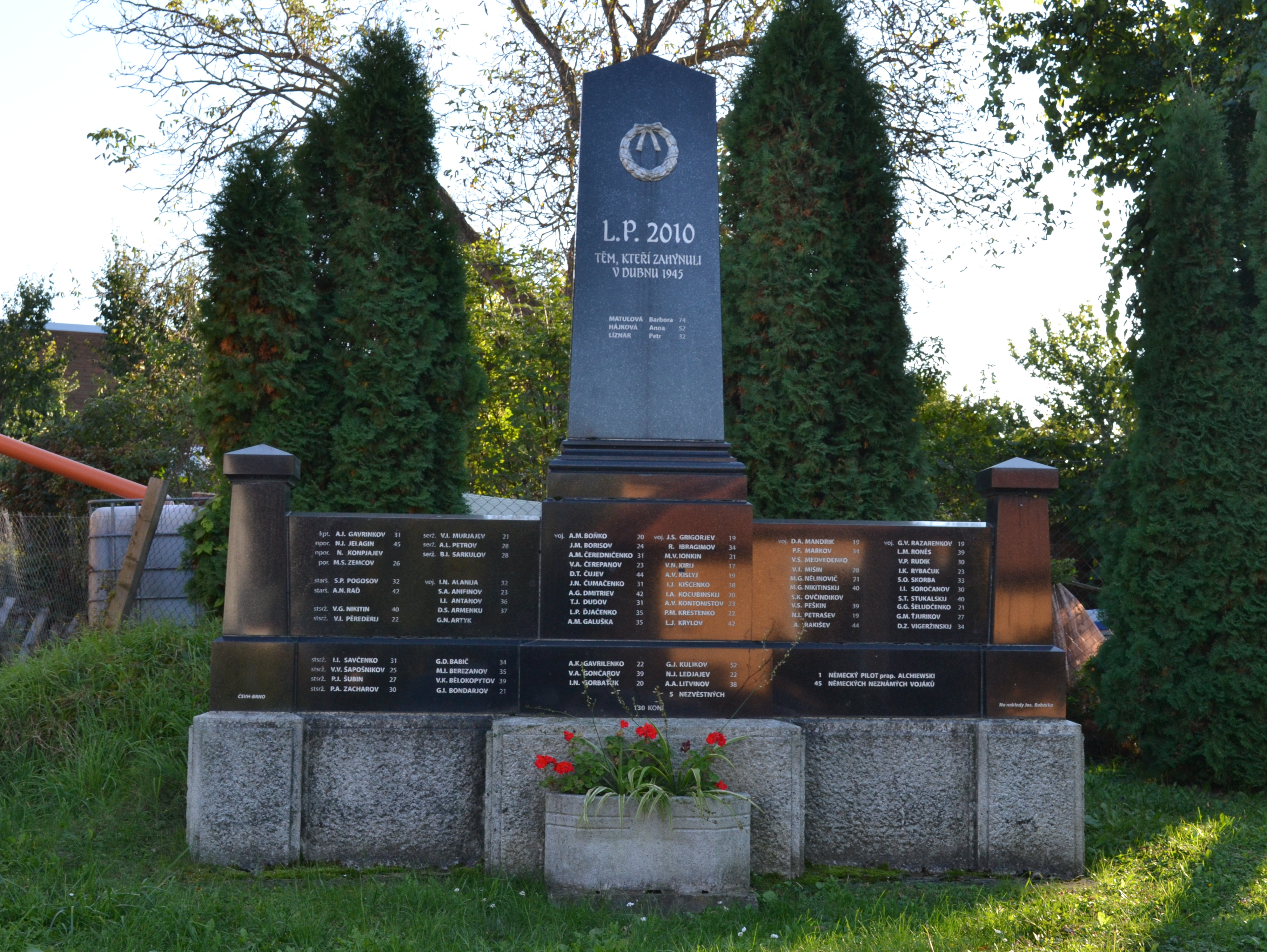
pomník padlým
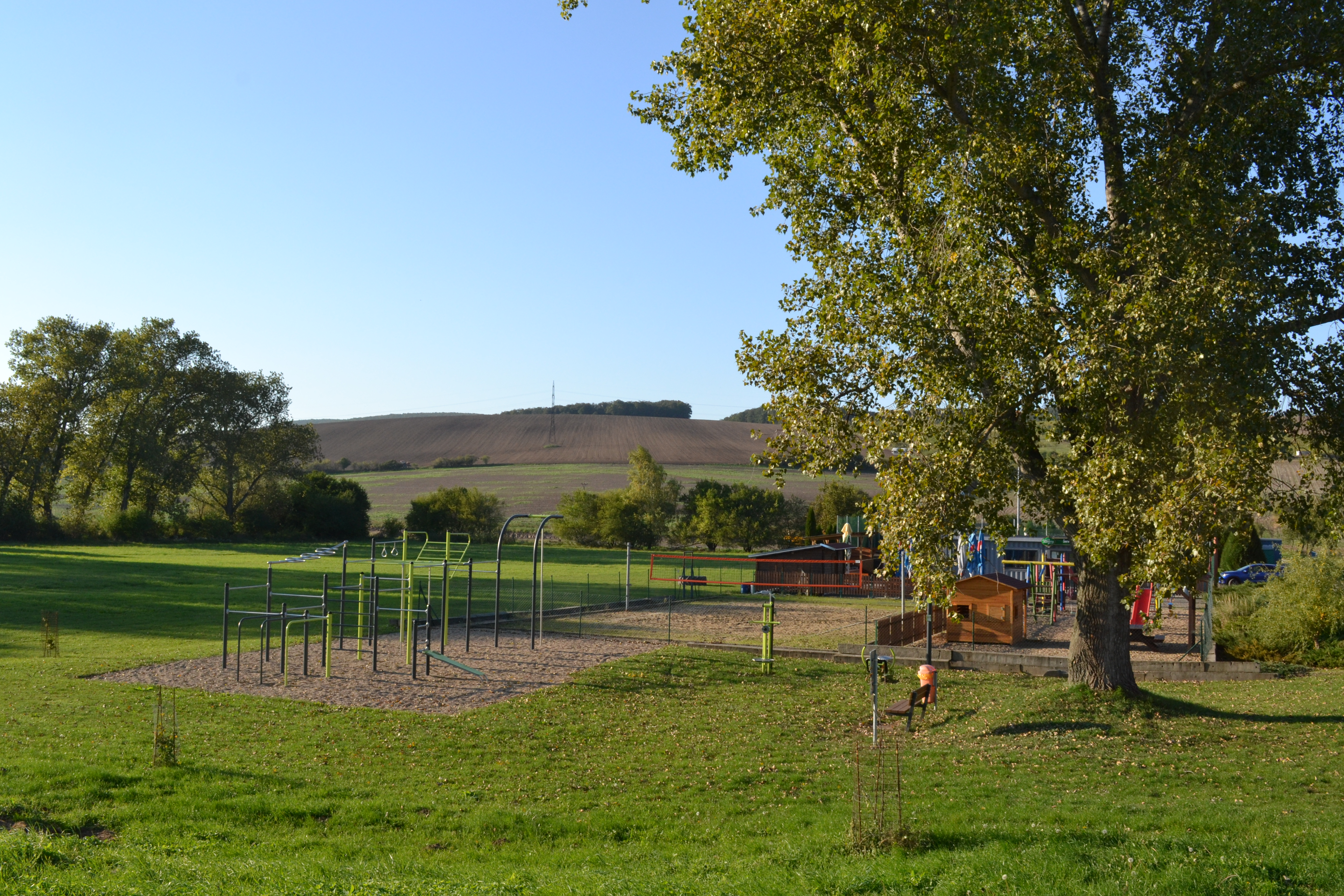
hřiště
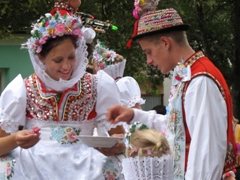
Kroje z Morkůvek